# Neger (Familienname)
Neger ist ein deutscher Familienname.

## Herkunft und Bedeutung
Neger ist ein Berufsname und bezieht sich auf einen Schneider oder Kürschner (mittelhochdeutsch, mittelniederdeutsch: nēgen, neigen, neien für nähen und steppen). Verwandte Namen sind Neher, Näger, Neier und Neiger.

## Namensträger
- Ernst Neger (1909–1989), deutscher Karnevalist und Fastnachtssänger
- Franz Neger (Fabrikant) (1859–1944), österreichischer Fabrikant und Radsportfunktionär
- Franz Neger (Nachrichtensprecher) (* 1964), österreichischer Nachrichtensprecher
- Franz Wilhelm Neger (1868–1923), deutscher Botaniker
- Hans Neger (1902–1975), deutscher Fußballspieler
- Thomas Neger (* 1971), deutscher Fastnachtssänger